# برنج پاربویل

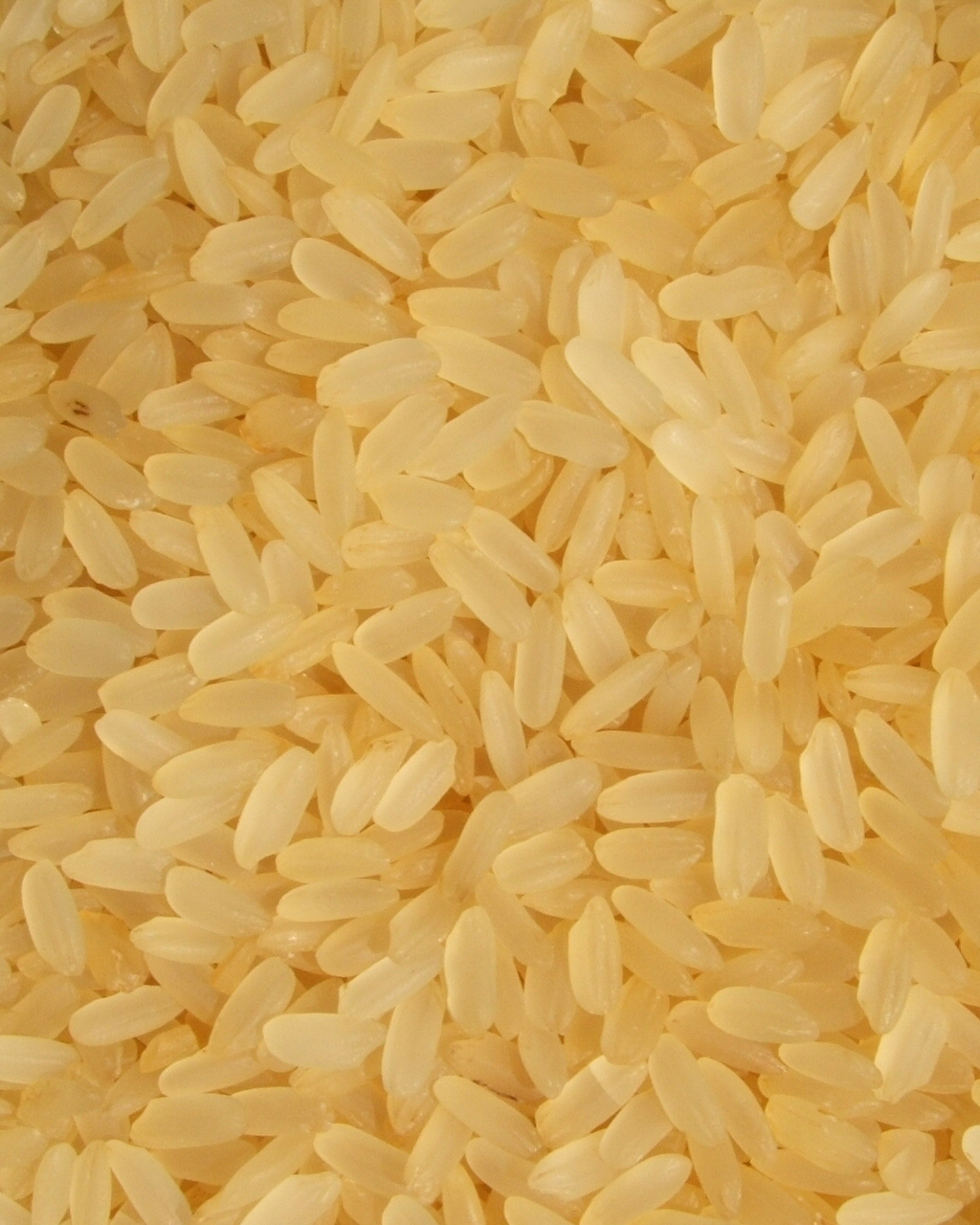

پاربویل فرایندی است که طی آن دانه‌های شلتوک برنج قبل از پوست کنی بدون استفاده از هرگونه مواد شیمیایی یا افزودنی، توسط آب و بخار داغ عمل آوری و خشک گردیده و مزایای زیر پس از شالیکوبی حاصل می‌گردد.
1. افزایش قابل توجه ارزش غذایی از طریق نفوذ مواد معدنی و ویتامین‌های با ارزش موجود در سبوس به داخل دانه برنج
2. افزایش میزان فیبر موجود در برنج
3. کاهش میزان قندخون در هنگام مصرف در مقایسه با برنج معمولی
4. رفع آلودگی‌های میکروبی و قارچی و هرگونه آفت
5. کاهش چسبندگی برنج در هنگام پخت
6. کاهش ضایعات حاصل از خرد شدن برنج در هنگام پخت
7. کوتاه‌تر شدن زمان پخت
8. افزایش قابلیت نگهداری برنج پاربویل در مقایسه با برنج‌های معمولی

در روش پاربویل، ۸۰ درصد ویتامین‌ها جذب نشاسته برنج می‌شود. علاوه بر آن، میزان خردشدگی و چسبندگی برنج در زمان پخت کاهش یافته و به‌دلیل جوشانده شدن از وجود میکروب‌ها، باکتری‌ها و لاروهای حشرات پاک است؛ بنابراین نگهداری آن افزایش می‌یابد.

## نگارخانه

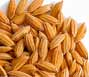
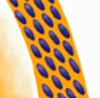
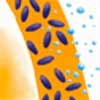
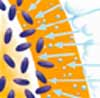
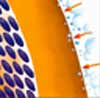